# Ebullition Records
"Ebullition Records" es un sello discográfico
situado en Goleta, California. Esta discográfica está enfocada en el Punk Rock independiente y Hardcore alrededor del mundo e informada por una ideología anticonsumista y también por la ideología del HTM.

## Historía
Kent McClard, junto a Sonia Skindrud y Brent Stephens fundaron Ebullition Records en 1990. Skindrud (escritora de Exendra 'zine) crea el nombre de la discográfica y Stephens (miembro de Downcast), crea el logo oficial. Una vez terminado, la discográfica entra en actividad por McClard.
La banda Hardcore de Los Ángeles "Inside Out" fue buscada para graba su primer LP. Inside Out firmó con Ebullition, pero la discográfica Revelation Records se acercó a ellos y les pidió lanzar su primer 7" a cambio. La banda eligió el sello discográfico más consolidado. El disco no pudo ser lanzado. Después, la banda acabó por separarse y reformarse como "Rage Against The Machine". La banda había planeado lanzar su segundo 7" junto a Ebullition, titulado "Rage Against The Machine", pero ellos nunca terminaron financiar su segundo lanzamiento y el cantante Zack de la Rocha terminó utilizando la frase para su siguiente banda.
Más tarde, Ebullition haría su primera grabación LP en 1990 a la banda "Econochrist", pero Ebullition nunca terminó en hace ese disco, así que, Econochrist decidió hacerlo con la discográfica "Very Small Records".
Finalmente, después de tantos problemas, Ebullition hace su primer lanzamiento en 1991, McClard había estado haciendo "No Answers #9" desde 1983 junto al 7" de Downcast. Después de esto, Downcast se vuelve una banda ejemplar para que Ebullition pudiera lanzar sus discos.
Los lanzamientos de Ebullition abarcan una gran variedad de estilos del Hardcore "underground", entre estas: Thrashcore, Crust-Punk, Powerviolence, Post-Hardcore, Grindcore y el Screamo.

## Bandas correspondientes
- Admiral
- Amber Inn
- Ampere
- Born Against
- Bread and Circuits
- Countdown to Putsch
- Downcast
- Econochrist
- Floodgate
- Fuel
- Iconoclast
- Jara
- Los Crudos
- Life... But How To Live It?
- Manrae
- Moss Icon
- Orchid
- Policy of 3
- Portraits of Past
- Reversal of Man
- Seein' Red
- Severed Head of State
- Spitboy
- Still Life
- Struggle
- Submission Hold
- This Machine Kills
- Torches To Rome
- Yage
- Yaphet Kotto

## Discografía
001: Downcast, s/t 7"EP

002: Admiral, "Revolving and Loading" 7"EP
 
003: Downcast, s/t LP (version 1)

004: Various Artists, "Give Me Back" LP

005: Struggle, s/t 7"EP

006: Downcast, s/t LP (version 2)

007: Sawhorse, s/t 7"EP

008: Iconoclast, s/t 7"EP

009: Spitboy, "True Self Revealed" 7"EP

010: End of the Line, s/t 12"EP

011: Various Artists, "3/12/93" 7"EP

012: Manumission, "Binary Lung" 7"EP

013: Life... But How to Live It?, s/t 12"EP

013.5: Floodgate, "Trouble's A' Brewin'" LP

014: Iconoclast, "Groundlessness of Belief" 7"EP

015: Econochrist, "Skewed" 7"EP

015.5: Iconoclast, discography CD

016: Still Life, "From Angry Heads With Skyward Eyes" 2xLP/CD

016.5: Moss Icon, "It Disappears" LP

017: Struggle, s/t LP/"One Settler One Bullet" CD

018: Econochrist: "Trained to Serve" LP

019: Portraits of Past/Bleed, split 7"EP

020: Jara, s/t 7"EP

021: Various Artists, "Illiterate" LP

022: Spitboy. "Rasana" 7"EP

022.5: Failure Face, "All Pain No Gain" 7"EP

023: Fuel, "Monuments to Excess" LP

024: Various Artists, "XXX" 2xLP/CD

025: Los Crudos/Spitboy, split LP

025.5: Ice Nine/Gadje, split 7"EP

026: Amber Inn, "Serenity in Hand" 7"EP

027: Various Artists, "HeartattaCk #10" LP

028: Manrae, "Pacata Hibernia" 7"EP

028.5: Manumission, "Diego Rivera" 7"EP

029: Various Artists, "Amnesia" LP

030: Econochrist, "Another Victim" 7"EP

030.5: Julia, s/t LP

031: Ex-Ignota, "Lazarus is Back to Report Sunny Skies in Heaven" 7"EP

032: Portraits of Past, "0101010101" LP/CD

033: Seein' Red, "Marinus" 7"EP

033.5: Incurable Complaint, s/t 7"EP

034: Ivich, "La Vie Devant Soi" 10"EP

035: Monster X, "Attrition" 7"EP

035.5: Sawpit, s/t 7"EP

036: Bleed, "True Colors Running" 7"EP

037: Econochrist, discography 2xCD

038: Torches to Rome, s/t 12"EP

039: Amber Inn, "All Roads Lead Home" LP/CD

040: Born and Razed, "Holy Wars" LP

041: Submission Hold, "Waiting for Another Monkey to Throw the First Wrench" LP/CD

042: Bread and Circuits, s/t LP/CD

043: Yaphet Kotto, "the Killer was in the Government Blankets" LP/CD

044: Reversal of Man, "This is Medicine" LP/CD

045: Orchid - "Chaos Is Me" LP

046: Orchid - "Dance Tonight! Revolution Tomorrow!" 10"EP 

047: Severed Head of State, s/t 7"EP/discography CD

048: Countdown to Putsch, Book and CD

049: Yaphet Kotto, "Syncopated Synthetic Laments for Love" LP/CD

050: Submission Hold, "Sackcloth and Ashes the Ostrich Dies at Midnight" LP/CD

051: Orchid, s/t LP/CD

052: This Machine Kills, "Death in the Audobon Ballroom" LP/CD

053: Severed Head of State, "No Love Lost" 7"EP/CD

054: Policy of 3, discography 2xCD

055: Yage, "Anders Lieben" LP/CD

056: Yaphet Kotto, "We Bury Our Dead Alive" LP/CD

057: Ampere, "All Our Tomorrows End Today" 10"EP/CD

058: Seein' Red, "We Need to Do more than Just Music" LP

059: Ampere/Sinaloa, split LP/CD

010000: Born Against/Suckerpunch split flexi